# Dolores de los Llanos Peñarrubia Blasco
Dolores de los Llanos Peñarrubia Blasco   (Villamalea, 10 de maig de 1961) és una catedràtica en biologia que actualment es dedica a la docéncia i a la recerca en el departament de bioquímica i biologia molecular en la facultat de Ciències Biològiques de la Universitat de València, està especialitzada en metalls de transició i organismes vegetals. Així mateix és a la mateixa Universitat on actualment i des de fa anys realitza altres funcions, com a membre electe de la Comissió Docent de la Facultat de Ciències Biològiques, membre per designació de la Comissió d'Avaluació de la Facultat de Ciències Biològiques, tutora de pràctiques d'empresa, membre de la Càtedra de Ciències Biològiques, coordinadora del programa de pràctiques externes para graduats i graduades d'intensificació “Fonaments en Biologia Sanitària”,tutora de pràctiques d'empreses i ha realitzat participacions en més de 30 tribunals de Tesis Doctorals de diferents Universitats.
A més de tot això, participa en cercles femenins, on acudeix gent de totes les edats, analitzant les psiques femenines per marcar-se uns objectius i models de dones als quals poder aspirar.

## Biografia
Dolores, nascuda en Villamalea en 1961, descobreix la seva motivació per la bioquímica des de molt petita, a causa del seu interès i entusiasme per experimentar, és per això que aquesta investigadora es decanta per la llicenciatura de Biologia i és en 1979 quan comença a estudiar aquesta llicenciatura a la Universitat de València en l'especialitat de Bioquímica. En 1989 es doctora en ciéncias biològiques per la mateixa universitat, és després d'això quan obté una beca postdoctoral Fulbright als Estats Units amb durada de dos anys, és aquí on Dolores aconsegueix les seues dues primeres patents.
A més, en 1989 inicia el seu camí en la docència com a becària (beca FPI) en el departament de bioquímica i biologia molecular en la UV, vuit anys després ocuparà el lloc de professora ajudant i en 2011 la nomenen professora titular, és a l'octubre d'aquest mateix any quan aconsegueix la càtedra.

## Trajectòria científica

### Doctorat i patents
Dolores Peñarrubia va realitzar la seva tesi doctoral sobre la purificació i caracterització de la ribulosa 1,5-bifosfat (rubisco) en fulles de taronger, el director del qual va ser Joaquin Moreno Mariño.
Després d'acabar el seu doctorat va realitzar la seva estada postdoctoral en Berckley, amb una beca Fulbright que li va ser concedida; va ser en aquesta mateixa estada on va començar a investigar sobre aliments transgènics sent una dona pionera en aquest àmbit i on va obtenir les seves dues patents entorn a:
1. Regulació de la maduració de fruits (tomàquets) i el control durant el transport de la poligalacturonasa i de l'etilè que produeixen, per perllongar el temps d'emmagatzematge d'aquests productes.
2. Producció d'edulcorants, a partir d'una proteïna denominada monelina (de maduixes africanes, que no aporten tantes calories com el sucre, sent d'aquesta manera més natural) per a productes com el quètxup.

### Projectes i col·laboracions
En 1985 recentment acabada la seva llicenciatura, duu a terme la seva primera col·laboració que seria amb el CSIC sobre la reproducció vegetal, des d'aquesta data fins a l'actualitat aquesta rellevant científica ha participat en projectes molt diversos tots relacionats amb la seva especialitat, els metalls de transició i les plantes, entre altres institucions i altres abundants col·laboracions en 1993 colaborá amb el IVEY realitzant un estudi sobre la identificació i aïllament de gens reguladors de les respostes fisiològiques a l'estrès oxidatiu en plantes superiors, en 1996 colaborá amb la Generalitat Valenciana, anys després amb el Ministeri de Ciència i Tecnologia en el Pla R+D entre molts altres.

### Publicacions
Dos dels articles més importants d'aquesta investigadora, són el dut a terme en la revista Nature sobre la producció de la monelína en plantes transgèniques i el realitzat en Plant cell sobre l'homeòstasi del ferro i el coure en Arabidopsis.
A més d'aquests, des de 1988 va publicar uns altres com, A visual-electrophoretic method for following the purification of ribulose 1,5- bisphosphate carboxylase/oxygenase., en la revista Biochem. Educ. o algunes relacions amb la seva tesi doctoral com, Proteolysis of ribulose 1,5-bisphosphate carboxylase/oxygenase in leaves of Citrus explants throughout the annual cycle and its regulation by ethylene. en la revista Physiology Plant, o com Increased susceptibility of ribulose-1,5-bisphosphate carboxylase/oxygenase to proteolytic degradation caused by oxidative treatments. publicat en la revista Biochem. Biophys.